# Кишка
Ки́шка (також кишечник, кишківник, лат. intestinum) — анатомічне порожнисте утворення, основна за протяжністю складова, орган травної системи — від шлунка до ануса, по якій безпосередньо проходять харчові маси — хімус. Стінка кишки має слизову оболонку, підслизовий шар, м'язовий шар та серозну оболонку. Залежно від відділу в організмі, кишка змінює свою будову: має різний діаметр, може бути покрита частково або повністю очеревиною, мати різну кількість елементів лімфоїдної тканини, різну виразність м'язових волокон та вираженість перистальтики, різний ступінь васкуляризації. У тілі людини гістологічно та морфологічно розрізняють два окремих за побудовою та фізіологією органа — тонка кишка та товста кишка з їхніми відповідними відділами.
Як узагальнені назви, в науковій літературі часто використовуються такі терміни як травна трубка, травний тракт, шлунково-кишковий тракт. В українській анатомічній класифікації затверджено назву кишка. У побутовій мові широко вживаними узагальнюючими термінами стали такі назви як кишечник, кишківник, кишковик, тельбухи. Термін кишківни́к знайшов свій вжиток у зоології безхребетних, де немає диференціації на товсту та тонку кишки — кишківником називають нижній відділ травного тракту безхребетних.
Майже по всій своїй протяжності травна трубка у різній мірі вираженості зберігає свою здатність до унікального руху — перистальтики — кільцеподібних скорочень м'язів позаду розташування в ній харчових грудок — як відповідь на подразнення чутливих рецепторів попереду, які забезпечують проштовхування харчових мас — хімусу — лише в одну сторону.
Тонка й товста кишка у нормі містять величезну кількість мікроорганізмів, чим ближче до ануса — тим більше; дещо меншу кількість мікроорганізмів містять вивідні протоки органів, які мають часткове сполучення, відкриваючись в просвіт кишки. Наявність мікроорганізмів у просвіті кишки є очікуваною у природі та називається симбіозом. Сукупність всіх симбіотичних бактерій певного макроорганізма називається мікробіом, а екосистема мікроорганізмів в певному органі — мікробіота (мікрофлора), як от флора кишки. Порушення балансу цих мікроорганізмів називається дисбактеріозом. Травна трубка захищається від їхнього проникнення в порожнину організму; якщо таке проникнення відбувається, узагальнено це явище називають перитонітом. Венозна кров, яка відтікає від кишки, практично ізольована від всього великого кола кровообігу організму і перед впадінням до нього направляється у печінку через окрему ворітну вену, несучи туди як поживні продукти, так і небезпечні продукти травлення та життєдіяльності мікроорганізмів, які печінка має знешкодити.
Різноманітні відділи шлунково-кишкового тракту і, власне, кишки у вужчому розумінні є міждисциплінарним предметом вивчення у медицині — дієтологія та нутриціологія, терапія, гастроентерологія, клінічна мікробіологія, фармакологія, токсикологія, інфекційні хвороби, абдомінальна хірургія, пластична та реконструктивна хірургія, проктологія, онкологія тощо.

## Термінологія
У «Словарі української мови» Бориса Грінченка терміни кишечник і кишківник відсутні, наведені лише лексеми кишка та кишечка. У російсько-українському академічному словнику А. Кримського та С. Єфремова російський термін «кишечник» перекладено як «кишковник». У СУМ-11 1970-х наводиться тільки кишечник. У сучасній науковій літературі, крім більш вживаного терміна «кишечник», після 1991 року також використовуються «кишківни́к» та «кишкови́к». У довіднику «Міжнародна анатомічна термінологія» 2010 року кишечник не виділяється як окрема частина травної системи, замість нього окремо наведені терміни тонка кишка та товста кишка.

## Будова
Всередині кишок є просвіт, залежності від наповнення він може бути округлим (наповнений газом або хімусом), або сплющеним, коли кишка немає наповнення. Зсередини просвіту кишка вителена циліндричним  кишковим епітелієм. Задача епітелію — бар'єрна функція, від проникнення мікроорганізмів, за винятком деяких бактеріофагів, та адсорбування поживних речовин. Епітелій має декілька типів клітин та продукує слиз який є захисним для стінки кишки зсередини, під епітелієм знаходиться шар сполучної тканини — власна пластинка.
У кишківнику виділяють два великих відділи: тонкий і товстий. Своєю чергою, вони розділяються на дрібніші ділянки. Обидва є м'язовими трубами, внутрішній шар містить лужний травний сік, нервові закінчення, кровоносні судини.
- Тонка кишка людини має 5 м завдовжки, 4 см у діаметрі й складається з дванадцятипалої, порожньої та клубової кишок.
- Товста кишка має в довжину 2 м, 6 см у діаметрі та складається зі сліпої, ободової, сигмоподібної та прямої кишок.

### Стінки
Стінки: зсередини: багатошаровий слизовий епітелій;
внутрішня стінка: тонкий шар гладких м'язів;
ззовні: сполучна тканина;

## Функції
Вміст кишечника повільно просувається за допомогою перистальтики (хвилеподібного руху).